# 黒石ねぷた
黒石ねぷた（くろいしねぷた）は、青森県黒石市の祭り。県指定の無形民俗文化財。

## 概要
黒石ねぷたは江戸時代からの開催の記録の記録があり、都市型の祭りとしてのねぷたが存在した。1955年より社団法人黒石青年会議所の主催となった。
現在は、約50台のねぷたが、7月30日、8月2日の合同運行日に一斉に御幸公園に集合し、18時半から21時半までの3時間、運行される。人形ねぷたも扇ねぷたも運行される。ねぷたの大きさは、扇ねぷたも人形ねぷたも青森ねぶたや弘前ねぷたより小さい。人形ねぷたは、現在の青森ねぶたにはない見送り絵があり、台座の高覧も省略されずに残っており、五段高覧の装飾を見ることが出来る。各々の町内会で独自のねぷた用半纏を身に纏いながら市内を練り歩くため、特に合同運行の際は若者を中心に熱気が非常に高い。
掛け声が弘前ねぷたと違う「やーれやーれや」で、笛・太鼓の囃子も独自のものがある。1993年（平成5年）には、青森県の無形民俗文化財の指定を受けた。囃子には「正調」があり、毎年3月から囃子の講習会が行われる。
2020年4月2日、新型コロナウイルス感染症の拡大を受け、この年の開催中止が決定された。

## 参加台数の減少
元々企業よりも町内会の参加が多いことで知られ、多いときには近隣市町村も含め約80台のねぷたの参加があった。しかし、町内会主導のため人手不足や財政不足での不参加、山車の牽引問題などが重なり2017年には54台にまで減少している。
特に人形ねぷたの参加の減少が顕著で、以前は十数台あったが、2017年には3台にまで減少している。